# Sabella oatesiana
Sabella oatesiana är en ringmaskart som beskrevs av Benham 1927. Sabella oatesiana ingår i släktet Sabella och familjen Sabellidae. Inga underarter finns listade i Catalogue of Life.